# Saint-Dézéry
 Saint-Dézéry  es una población y comuna francesa, en la región de Languedoc-Rosellón, departamento de Gard, en el distrito de Nimes y cantón de Saint-Chaptes.

## Demografía
| 151 | 158 | 138 | 146 | 220 | 251 |
| Para los censos de 1962 a 1999 la población legal corresponde a la población sin duplicidades (Fuente: INSEE [Consultar]) |     |     |     |     |     |